# Forsthaus Ailsbach

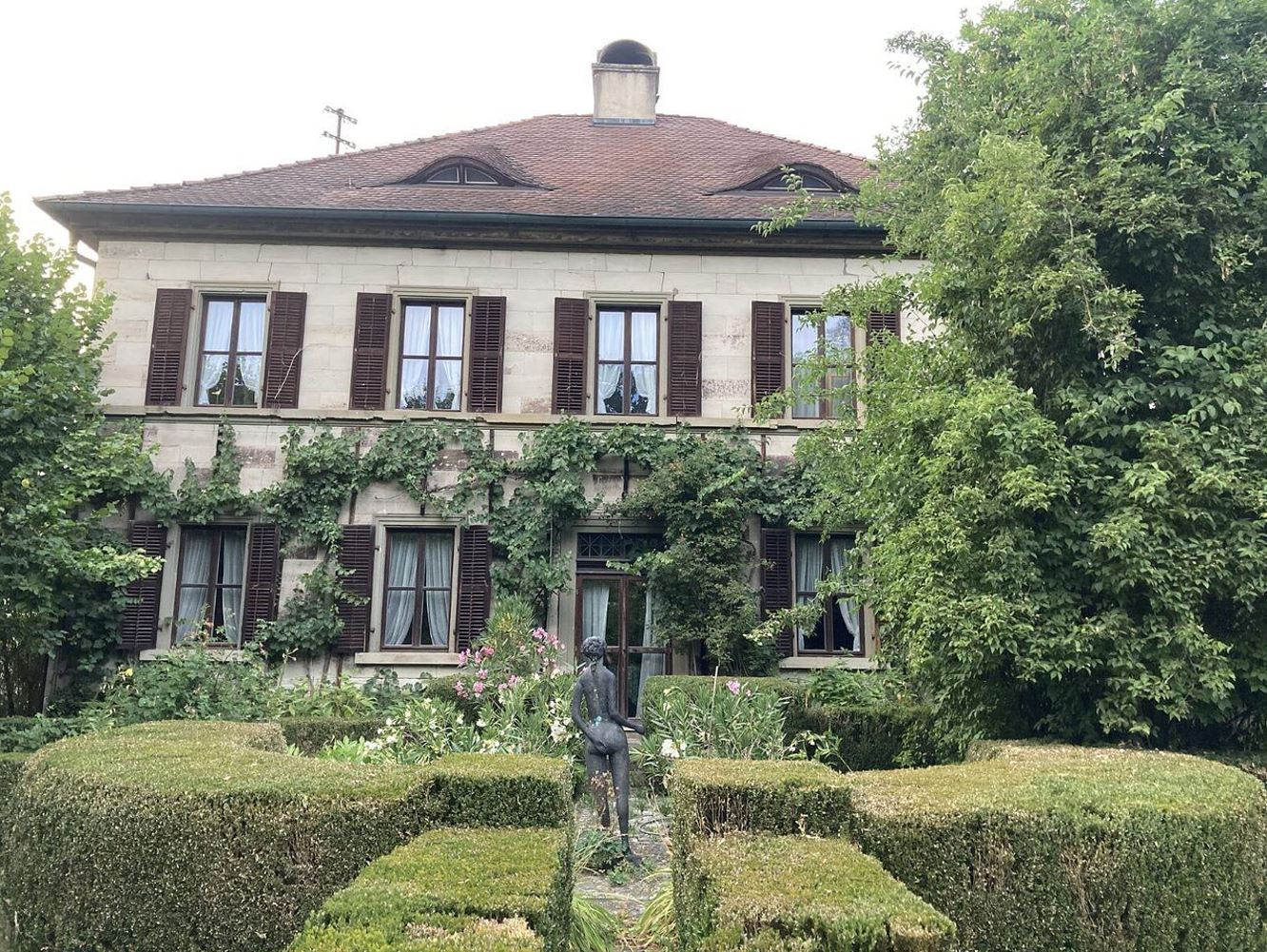
Blick vom Garten auf den ehemaligen Haupteingang des Forsthauses

Das Ailsbacher Forsthaus wurde 1834 erbaut und diente bis 1964 als Amtssitz des Försters im Forstrevier Ailsbach. Das Bauwerk ist unter der Denkmalnummer D-5-72-139-39 als Baudenkmal in der Bayerischen Denkmalliste eingetragen. Das Anwesen umfasst das Wohnhaus als Forstdienstgebäude, ein Nebengebäude, ein Backhaus sowie einen Felsenkeller.

## Geschichte
Das Anwesen wurde 1834/35 an der Ortsgrenze von Ailsbach auf der Flurnummer 643, Gemarkung Fetzelhofen, errichtet. Heute hat es die Hausnummer 59, vormals Hausnummer 17.
Im Extraditionsplan von 1844 wird das Anwesen 17 als relativ junges Element in der Dorfstruktur im Südosten der Ortslage beschrieben. Das „Schlößchen“ des Heiliggeist-Spitals in Nürnberg wird darin erwähnt.
1848 wurde das Anwesen an den staatlichen Forst verkauft. 1864 wurde das Gebäude erstmals als Forsthaus bezeichnet, vom Landbauamt Bamberg aufgemessen. 
Der Dorfchronist Hans Kolm schrieb in seinen Aufzeichnungen, dass nach Aussagen von älteren Mitbürgern der jetzige Rummelwald (Eigentümer Freiherr von Seckendorff, Weingartsgreuth) in früherer zeit Staatswald gewesen sei, sodass das Forsthaus nach Ailsbach, im Mittelpunkt des Rummelwaldes und des jetzigen Staatswaldes Großbirkach, gebaut wurde. Die Waldabteilung Birkach mit 38 ha Waldbestand wurde in den Jahren 1961/62 abgeholzt. Das Land wurde im Zuge der Flurbereinigung als Landausgleich den Bauern aus Weingartsgreuth innerhalb der Verteilung zugewiesen. Nach Ableben des letzten Forstbeamten Schreiber wurde das Forsthaus vom Staat zum Verkauf ausgeschrieben. 1964 wurde die Forstdienststelle aufgelöst und das Anwesen ging in Privatbesitz über.
Seit dem 28. November 1979 steht das Anwesen unter Denkmalschutz. Im denkmalpflegerischen Erfassungsbogen 1/1992 wird das Gebäude als „Schlösschen des heilig Geist Spitals in Nürnberg, späteres Forsthaus“ benannt.

## Beschreibung der Gebäudeteile

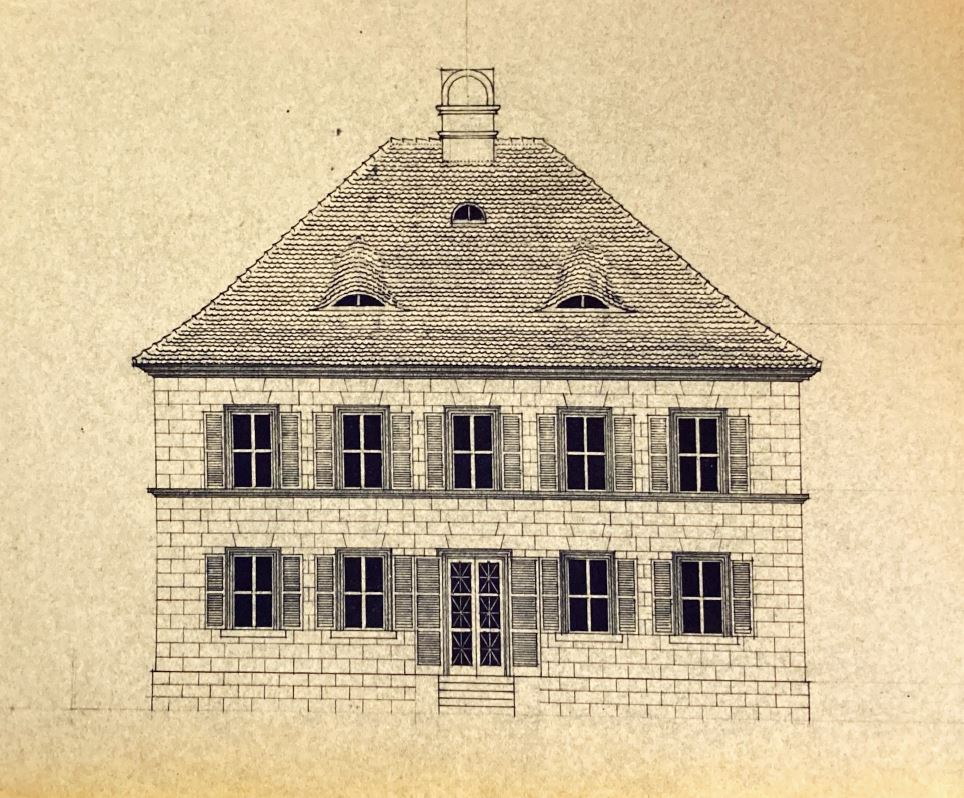
Südansicht Wohnhaus mit Dienstsitz des Försters

### Forstdienstgebäude, Wohnhaus

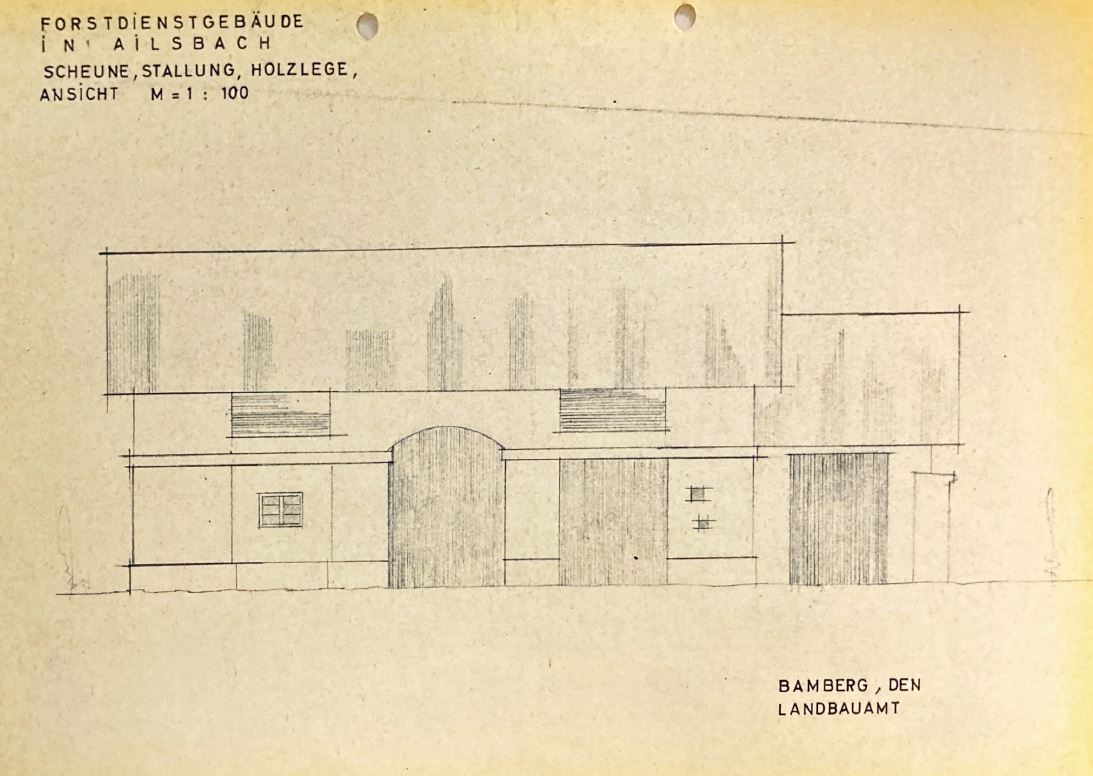
Scheune als Nebengebäude mit rundbogiger Toreinfahrt, Stallungen links und Holzlege rechts

Das Forsthaus hat zwei Vollgeschosse bei einer Grundfläche von 16 × 12 Metern. Der unverputzte Sandsteinquaderbau hat teilweise eine Ziegelhintermauerung. Der Sandstein hat im Erdgeschoss eine Dicke von 60 cm und ist direkt aus dem angrenzenden Steinbruch, wo sich heute die Siedlung Gänsberg befindet.
Das Walmdach ist mit Biberschwanzeindeckung versehen und hat im Zentrum einen 4-zügigen Kamin. Es wurden Fledermausgauben auf allen Dachseiten denkmalschutzgerecht ergänzt. Das Haus hat teilweise Gewölbe.

### Nebengebäude – Scheune mit Stall und Holzlege
Der massive Satteldachbau hat einen liegenden Dachstuhl. Zentral befindet sich eine rundbogige Toreinfahrt. Die Ställe haben eine Gewölbedecke.

### Backhaus
Zur Selbstversorgung befindet sich auf dem Grundstück neben dem Felsenkeller ein Backhaus. Der Holzbackofen fasst ca. 25 Leibe Brot. Außerdem befindet sich ein offener Grill im Backhaus.

### Felsenkeller
Auch wenn typischerweise in der Umgebung viele Felsenkeller um die 1920er Jahre errichtet wurden, ist davon auszugehen, dass der Felsenkeller am Forsthaus älter ist. Es liegen Pläne von 1864 vom Landbauamt Bamberg vor.
Der Gewölbekeller ist ebenso aus Ailsbacher Sandstein errichtet worden, wie auch das Wohnhaus.
Der Keller geht fast ebenerdig ca. 12 m weit in den angrenzenden Hang hinein. Der Eingang liegt noch auf dem Grundstück des Forsthauses. Circa 70 % des Kellers liegen unter dem Nachbargrundstück, wo sich auch eine Entlüftungsöffnung befindet.

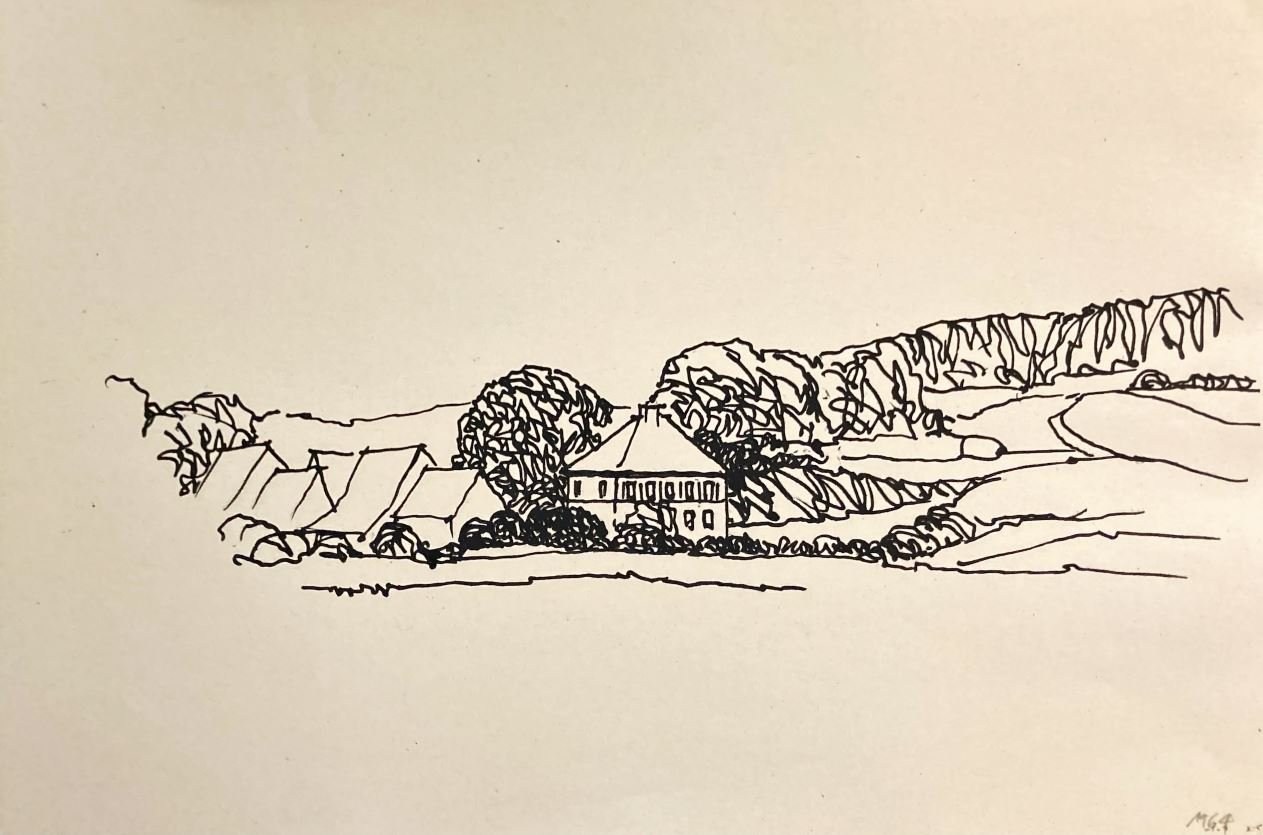
Landschaft ums Forsthaus: rechts der Steinbruch und das spätere Baugebiet „Gänsberg“, links vom Forsthaus ist der Spitzahornbaum (Naturdenkmal), Zeichnung von Architekt Franz Schubert, ca. 1964

## Ehemaliges Naturdenkmal
Auf dem ehemaligen Misthaufen im Hof neben dem Hoftor stand ein großer Spitzahornbaum, der wahrscheinlich aus der zweiten Hälfte des 19. Jahrhunderts stammt. Seit dem 18. März 1992 stand der Baum unter Naturschutz; in den 2000er Jahren musste der Baum gefällt werden. Noch heute sieht man in der Mauer zur Einfriedung des Anwesens einen gemauerten Bogen, um die großen Wurzeln des Baums zu schonen.